# Désiré Letellier-Belladame
Pour les articles homonymes, voir Letellier.
Désiré-Joseph-François Letellier-Belladame, aussi orthographié Le Tellier-Belladame, né le 23 mars 1809 à Frévent et mort le 16 mai 1887 à Amiens, est un peintre et lithographe français de la région picarde.

## Biographie
Letellier-Belladame a été directeur de l’École des Beaux-Arts d’Amiens. Il exposa également au Salon de 1841 à 1848.

## Œuvres

### Tableaux
- 1834 : La Résurrection du Christ (tableau d'autel), peinture à l'huile, conservé à l'église Saint-Vaast à Saint-Vaast-en-Chaussée[4].
- 1841 :Jésus mis au tombeau d'après Titien conservé dans la chapelle Sainte-Marguerite de la cathédrale Notre-Dame d'Amiens.
- 1852 : La Crucifixion (tableau d'autel), peinture à l'huile, conservé à l'église Saint-Martin à Vadencourt[5].
- 1885 : Saint Vaast guérissant un aveugle et un boîteux, peinture à l'huile, conservé à l'église Saint-Vaast à Cardonnette[6].
- Portrait de M. Pujol, conservé au musée de Picardie[3].

### Vitraux
- La Vierge et sa parenté à l'église Saint-Éloi à Rainneville (serait l'auteur des cartons)[7],[8].